# Aleksi Campagne
Pour les articles homonymes, voir Campagne (homonymie).
 (juillet 2025).
La mise en forme du texte ne suit pas les recommandations de Wikipédia : il faut le « wikifier ».
Les points d'amélioration suivants sont les cas les plus fréquents. Le détail des points à revoir est peut-être précisé sur la page de discussion.
- Les titres sont pré-formatés par le logiciel. Ils ne sont ni en capitales, ni en gras.
- Le texte ne doit pas être écrit en capitales (les noms de famille non plus), ni en gras, ni en italique, ni en « petit »…
- Le gras n'est utilisé que pour surligner le titre de l'article dans l'introduction, une seule fois.
- L'italique est rarement utilisé : mots en langue étrangère, titres d'œuvres, noms de bateaux, etc.
- Les citations ne sont pas en italique mais en corps de texte normal. Elles sont entourées par des guillemets français : « et ».
- Les listes à puces sont à éviter, des paragraphes rédigés étant largement préférés. Les tableaux sont à réserver à la présentation de données structurées (résultats, etc.).
- Les appels de note de bas de page (petits chiffres en exposant, introduits par l'outil «  Source ») sont à placer entre la fin de phrase et le point final[comme ça].
- Les liens internes (vers d'autres articles de Wikipédia) sont à choisir avec parcimonie. Créez des liens vers des articles approfondissant le sujet. Les termes génériques sans rapport avec le sujet sont à éviter, ainsi que les répétitions de liens vers un même terme.
- Les liens externes sont à placer uniquement dans une section « Liens externes », à la fin de l'article. Ces liens sont à choisir avec parcimonie suivant les règles définies. Si un lien sert de source à l'article, son insertion dans le texte est à faire par les notes de bas de page.
- La présentation des références doit suivre les conventions bibliographiques. Il est recommandé d'utiliser les modèles {{Ouvrage}}, {{Chapitre}}, {{Article}}, {{Lien web}} et/ou {{Bibliographie}}. Le mode d'édition visuel peut mettre en forme automatiquement les références.
- Insérer une infobox (cadre d'informations à droite) n'est pas obligatoire pour parachever la mise en page.

Pour une aide détaillée, merci de consulter Aide:Wikification.
Si vous pensez que ces points ont été résolus, vous pouvez retirer ce bandeau et améliorer la mise en forme d'un autre article.
Aleksi Campagne est un auteur-compositeur-interprète canadien. Il a remporté le Canadian Folk Music Award pour l'auteur-compositeur français de l'année lors de la 19e cérémonie des Canadian Folk Music Awards en 2024 pour son album For the Giving / Sans rien donner.

## Biographie

### Enfance et formation
Aleksi a étudié le violon classique et jazz à l'Université McGill. Pendant deux ans, il a également été l'élève du violoniste jazz Didier Lockwood (lui-même élève de Stéphane Grappelli ) à Paris.

### Carrière
En 2017, Aleksi est parti en tournée à travers le Canada avec le groupe de musique pour enfants francophone Tam Ti Delam. Le groupe compris plusieurs artistes, y compris Geneviève Toupin et Annick Brémault. En tant qu'enfant, Aleksi est crédité sur trois des albums pour enfants de sa tante Carmen Campagne, dont La Vache En Alaska (1995), Enchantée (1997) et Sur la Ferme de Grand-Père (2012).
En 2017, il a joué un violoniste dans un épisode de l'émission télévisée québécoise Les Pays d'en Haut.
Il a sorti un EP éponyme en 2018. Il joue de la musique également avec sa mère, Connie Kaldor, en tant que musicien de soutien (violon / voix).
En 2021, il figurait sur l'album La Famille Campagne – Noël En Famille.
For the Giving / Sans rien donner, sorti en 2023, est un double album de 20 chansons, comprenant dix chansons en versions anglaise et les dix mêmes chansons en française. Bien que parfaitement bilingue, il a collaboré avec sa tante Michelle Campagne pour traduire les paroles en français en raison des complications inhérentes à la traduction des paroles des chansons, qui doivent parfois être traduites thématiquement plutôt que littéralement en raison de la nécessité de se conformer à la mélodie et au rythme de la chanson originale. Le Devoir a donné à l'album une critique favorable, comparant son mélange d'influences folk, jazz et indie pop à celles de Patrick Watson et Half Moon Run.
Aleksi a sorti For the Giving / Sans rien donner le 13 juillet 2023. Le même mois, Aleksi a été sélectionné comme artiste émergent du Mariposa Folk Festival et s'est produit au festival. En décembre 2022, son single « Another Day » a été choisi par Paul Corby comme l'un des meilleurs singles de 2022.
En janvier 2023, Aleksi et son frère Gabriel ont été invités à se produire lors d'une cérémonie de citoyenneté canadienne. En mars 2023, l'animateur radio Tom Coxworth a choisi Aleksi comme l'un des 5 groupes préférés de la conférence internationale Folk Alliance. En mai 2023, il est devenu le seul finaliste canadien du concours Grassy Hill New Folk pour les auteurs-compositeurs émergents du Kerrville Folk Festival de cette année-là. Le 12 octobre 2023, l'émission Path to Creation lui consacre un épisode.
Le 5 avril 2024, le premier album d'Aleksi remporte le Prix de la musique folk canadienne pour l'auteur-compositeur-interprète francophone de l'année lors de la 19e édition des Prix de la musique folk canadienne. En juin 2025, Aleksi est finaliste pour le Prix relève Télé-Québec lors de la 23e édition du Prix des Arts de la Montérégie.
Selon Billboard Canada, Aleksi a été invité à se joindre pour un concert, organisé par le groupe de pression environnemental Music Declares Emergency, le 17 mars 2024 en honneur de Neil Young et Joni Mitchell pour leurs « engagements en matière de défense et de sensibilisation à l'environnement ».

## Vie personnelle
Aleksi Campagne est le fils des musiciens folkloriques Connie Kaldor et Paul Campagne.